# Gare de Beauraing
La gare de Beauraing est une gare ferroviaire belge de la ligne 166, de (Dinant) Y Neffe à Bertrix, située sur le territoire de la ville de Beauraing, en Région wallonne dans la province de Namur.
Elle est mise en service en 1895 par les Chemins de fer de l'État belge. C’est une gare de la Société nationale des chemins de fer belges (SNCB) desservie par des trains Omnibus (L) et d’Heure de pointe (P).

## Situation ferroviaire
Établie à 180 mètres d'altitude, la gare de Beauraing est située au point kilométrique (PK) 22,20 de la ligne 166, de (Dinant) Y Neffe à Bertrix, entre les gares ouvertes de Houyet et de Gedinne.

## Histoire
La station de Beauraing est mise en service le 22 octobre 1895 par les Chemins de fer de l'État belge, lorsqu'ils ouvrent à l'exploitation la section de Houyet à Beauraing, alors uniquement accessible depuis Jemelle. La ligne est prolongée vers Pondrôme, Vonêche et Gedinne, respectivement les 1er août, 1er octobre 1898 et 20 octobre 1899.
En 2004, la gare est desservie par des autorails AR41 à raison d'une desserte toutes les deux heures dans chaque sens avec un complément aux heures de pointe. Elle dispose d'un bâtiment voyageurs avec une salle d'attente et des toilettes. La gare dispose de deux quais, le quai central est accessible par un souterrain avec des escaliers.
En 2018, la gare est mise en vente mais n'est pas vendue. Le bien fut à nouveau mis en vente un an plus tard et a été vendue,.

## Service des Voyageurs

### Accueil
Gare SNCB, dispose d'un bâtiment voyageurs, avec guichet, ouvert du lundi au vendredi et fermé les samedis et dimanches.
Un souterrain permet la traversée des voies et l'accès au quai central (2-3).

### Desserte
Beauraing est desservie par des trains Omnibus (L) et d’Heure de pointe (P) de la SNCB, qui effectuent des missions sur la ligne 166.

#### Semaine
En semaine, la desserte comprend un train L par heure reliant Namur à Libramont via Dinant.
Il existe également deux trains d’heure de pointe, le matin :
- un train P reliant Bertrix à Dinant ;
- un train P reliant Bertrix à Namur.

#### Week-ends et fériés
La desserte se résume à un train L toutes les deux heures reliant Namur à Libramont.

### Intermodalité
Un parc pour les vélos et un parking pour les véhicules y sont aménagés. Les bus de la ligne 49, du réseau TEC Namur-Luxembourg, desservent l'arrêt de la gare.

## Comptage voyageurs
Ce graphique et tableau montre le nombre de voyageurs embarquant en moyenne durant la semaine, le samedi et le dimanche.
| Nombre de passagers qui embarquent à la gare de Beauraing | Nombre de passagers qui embarquent à la gare de Beauraing | Nombre de passagers qui embarquent à la gare de Beauraing | Nombre de passagers qui embarquent à la gare de Beauraing |
|                                                           | Semaine                                                   | Samedi                                                    | Dimanche                                                  |
| --------------------------------------------------------- | --------------------------------------------------------- | --------------------------------------------------------- | --------------------------------------------------------- |
| 1977                                                      | 279                                                       | 103                                                       | 178                                                       |
| 1978                                                      | 251                                                       | 74                                                        | 126                                                       |
| 1979                                                      | 265                                                       | 124                                                       | 153                                                       |
| 1980                                                      | 262                                                       | 69                                                        | 155                                                       |
| 1981                                                      | 261                                                       | 83                                                        | 158                                                       |
| 1982                                                      | 245                                                       | 66                                                        | 150                                                       |
| 1983                                                      | 228                                                       | 72                                                        | 171                                                       |
| 1984                                                      | 214                                                       | 46                                                        | 76                                                        |
| 1985                                                      | 236                                                       | 68                                                        | 113                                                       |
| 1986                                                      | 179                                                       | 75                                                        | 90                                                        |
| 1987                                                      | 238                                                       | 78                                                        | 88                                                        |
| 1988                                                      | 234                                                       | 80                                                        | 86                                                        |
| 1989                                                      | 258                                                       | 87                                                        | 111                                                       |
| 1990                                                      | 160                                                       | 74                                                        | 74                                                        |
| 1991                                                      | 174                                                       | 58                                                        | 87                                                        |
| 1992                                                      | 211                                                       | 83                                                        | 104                                                       |
| 1993                                                      | 172                                                       | 66                                                        | 131                                                       |
| 1994                                                      | 185                                                       | 93                                                        | 108                                                       |
| 1995                                                      | 185                                                       | 47                                                        | 86                                                        |
| 1996                                                      | 126                                                       | 65                                                        | 69                                                        |
| 1997                                                      | 145                                                       | 65                                                        | 230                                                       |
| 1998                                                      | 144                                                       | 55                                                        | 60                                                        |
| 1999                                                      | 175                                                       | 80                                                        | 83                                                        |
| 2000                                                      | 180                                                       | 104                                                       | 178                                                       |
| 2001                                                      | 186                                                       | 68                                                        | 176                                                       |
| 2002                                                      | 211                                                       | 70                                                        | 162                                                       |
| 2003                                                      | 208                                                       | 86                                                        | 146                                                       |
| 2004                                                      | 201                                                       | 78                                                        | 128                                                       |
| 2005                                                      | 232                                                       | 90                                                        | 232                                                       |
| 2006                                                      | 220                                                       | 88                                                        | 122                                                       |
| 2007                                                      | 243                                                       | 94                                                        | 202                                                       |
| 2008                                                      | -                                                         | -                                                         | -                                                         |
| 2009                                                      | 222                                                       | 105                                                       | 185                                                       |
| 2010                                                      | -                                                         | -                                                         | -                                                         |
| 2011                                                      | -                                                         | -                                                         | -                                                         |
| 2012                                                      | 229                                                       | 116                                                       | 173                                                       |
| 2013                                                      | 230                                                       | 97                                                        | 229                                                       |
| 2014                                                      | 229                                                       | 112                                                       | 168                                                       |
| 2015                                                      | 234                                                       | 102                                                       | 150                                                       |
| 2016                                                      | 245                                                       | 93                                                        | 131                                                       |
| 2017                                                      | 251                                                       | 82                                                        | 152                                                       |
| 2018                                                      | 242                                                       | 102                                                       | 138                                                       |
| 2019                                                      | 260                                                       | 83                                                        | 165                                                       |
| 2020                                                      | 209                                                       | 102                                                       | 99                                                        |
| 2021                                                      | -                                                         | -                                                         | -                                                         |
| 2022                                                      | 375                                                       | 178                                                       | 309                                                       |
| 2023                                                      | 295                                                       | 120                                                       | 86                                                        |
| 2024                                                      | 269                                                       | 115                                                       | 172                                                       |

La gare en 1980
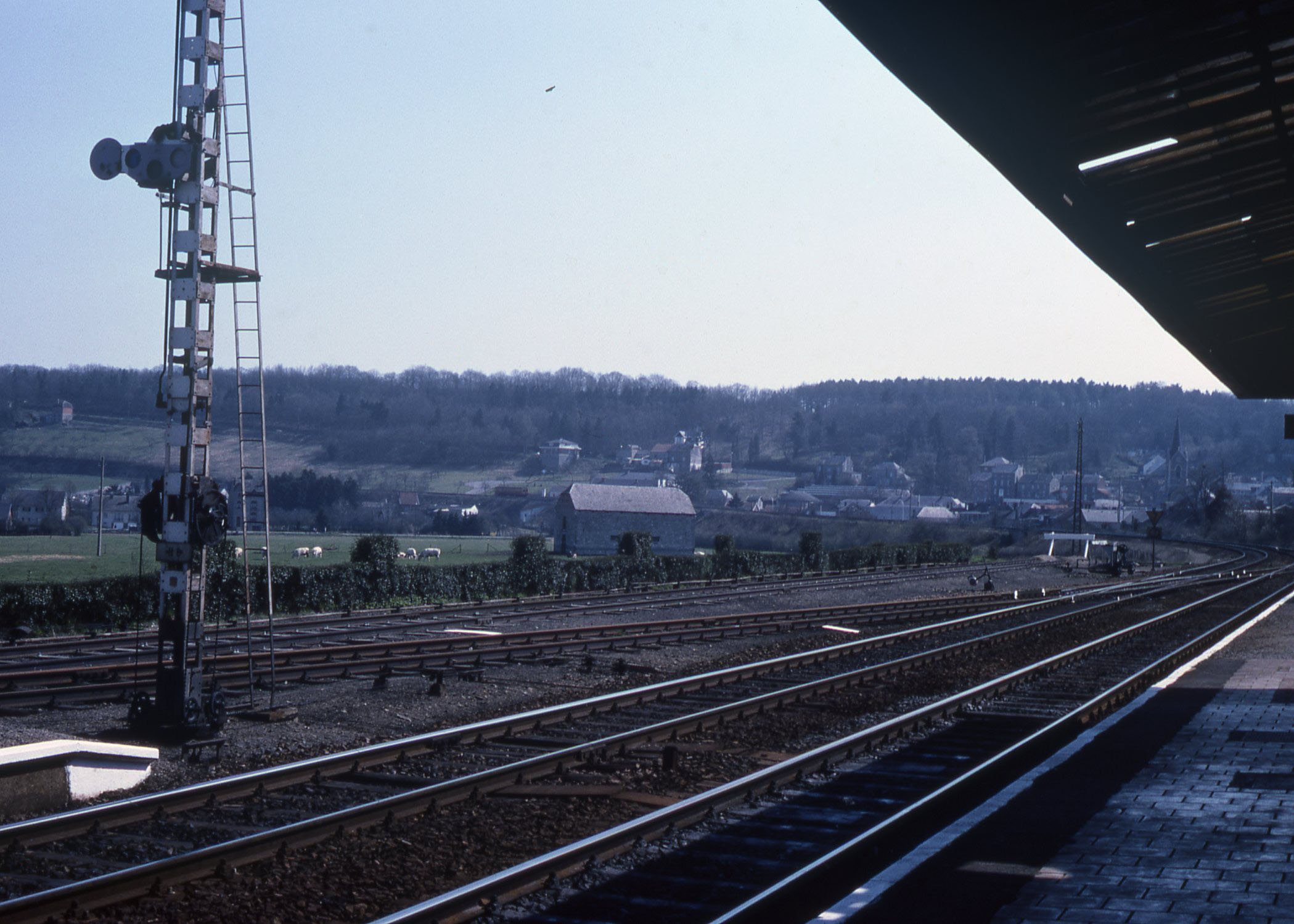
Quais de la gare.
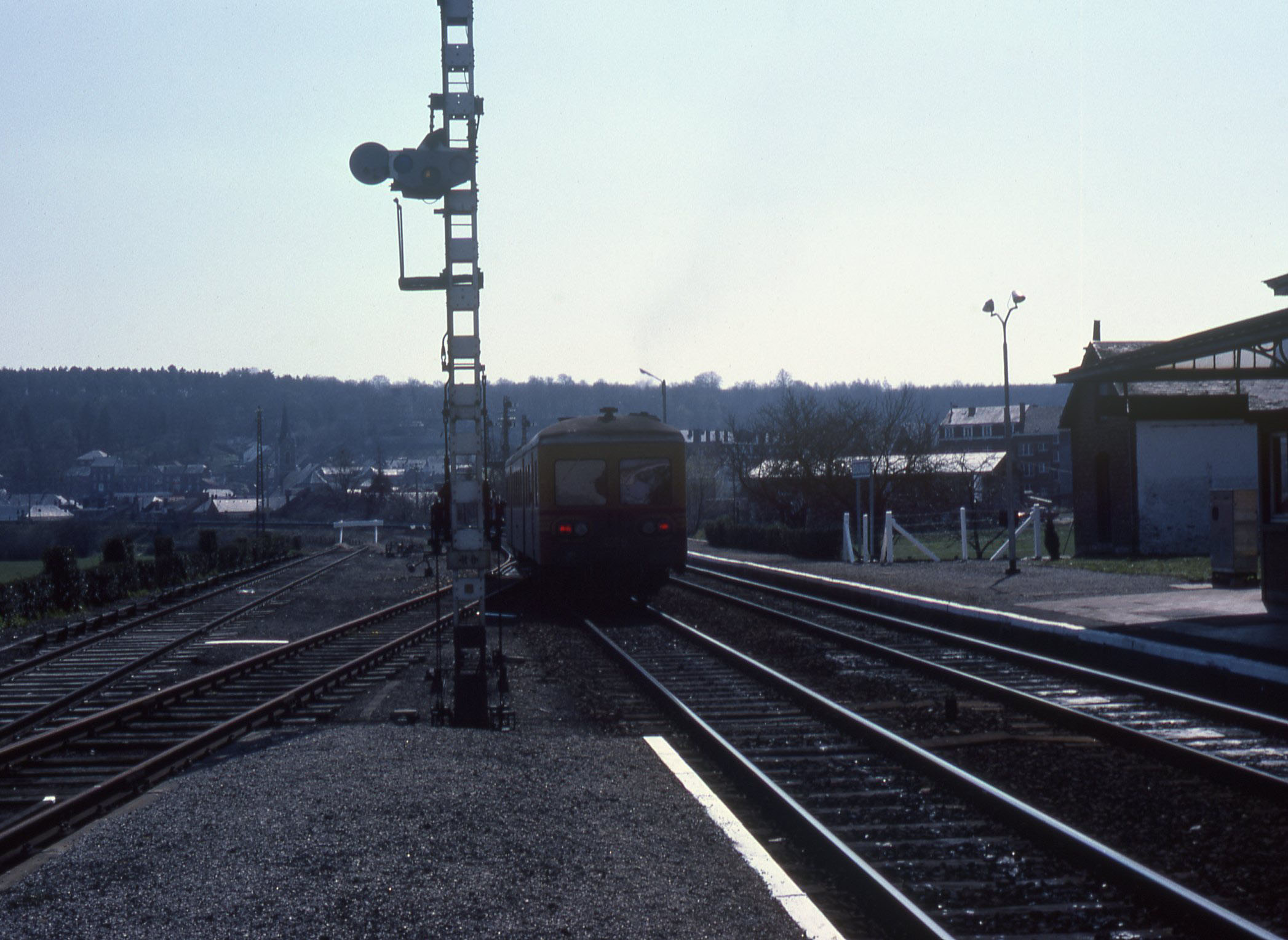
Départ d'un autorail.
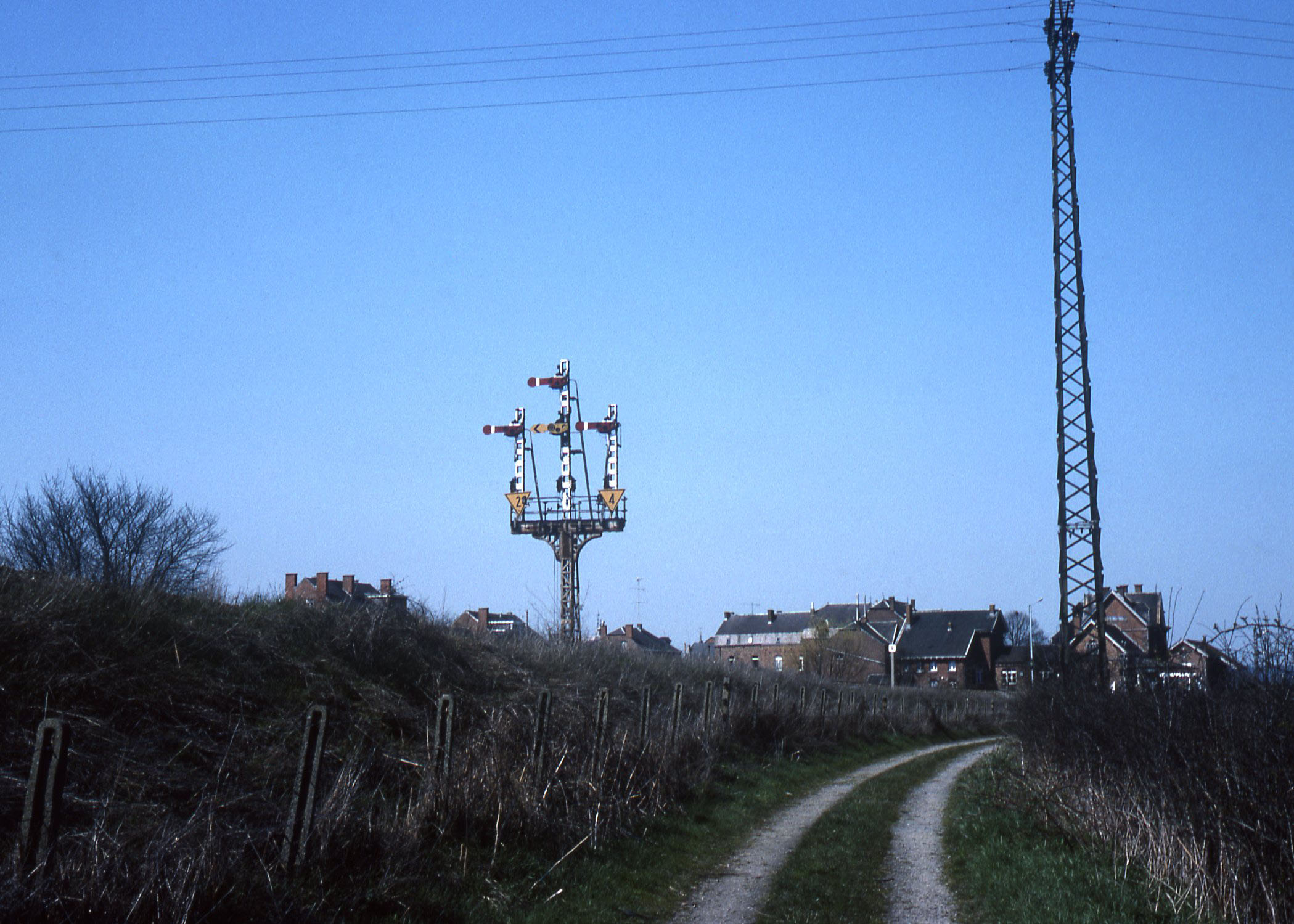
Signal mécanique (chandelier).

La gare en 2023
Vue de la gare sur la Famenne.